# Forsskaolea viridis
Forsskaolea viridis là loài thực vật có hoa trong họ Tầm ma. Loài này được Ehrenb. ex Desf. mô tả khoa học đầu tiên năm 1829.